# Calimero (serie animata 2014)
Calimero è una serie televisiva animata del 2014, prodotta dalla Gaumont, Rai e Toei Animation in 104 episodi da 11 minuti.

## Personaggi
- Calimero - Il protagonista della serie: è un pulcino tutto nero con un guscio d'uovo sulla testa. Doppiato da Davide Garbolino.
- Gallettoni - Il padre di Calimero: è un galletto tutto bianco. Doppiato da Giorgio Bonino.
- Cesira - La madre di Calimero: è una gallina tutta bianca.
- Priscilla - La fidanzata di Calimero: è un pulcino femmina giallo. Doppiata da Elda Olivieri.
- Giobatta - Il padre di Priscilla. Doppiato da Gianni Quillico.
- Piero Paperazzi - Il fratello maggiore di Susy: lui è un maschio papera verde. Figlio di una famiglia molto ricca, è un po' vanitoso e avaro. Doppiato da Luca Bottale.
- Signor Paperazzi - Il padre di Piero: è il proprietario di un grande supermercato. Doppiato da Mario Scarabelli.
- Valeriano - Un passerotto verde chiaro ossessionato dai film cinematografici: lui è il migliore amico di Calimero. Doppiato da Daniela Fava.
- Rossella - La fidanzata di Valeriano.
- Susanna Paperazzi - Una papera gialla ed è la sorellina di Piero.
- Maestro - Il suo nome è sconosciuto ed è l'insegnante di Calimero, Priscilla, Valeriano e Piero.
- La banda dei Coco - I cattivoni della serie. Appariranno raramente negli episodi.
- Ugo Leporetti - Il rivale di Calimero: lui è invidioso, ma non tanto cattivo e attaccabrighe per ostacolarlo.
- Leonardo e Teofilo Leporetti - I cugini di Ugo.
- Arturo Leporetti - Un poliziotto, è il padre di Ugo e lo zio di Leo e Teo.
- Rocco e Beniamino - I grandi amici di Calimero.
- Giorgio e Paolo - Opera del comune: sono gli assistenti del Sindaco.
- Sindaco - Il suo vero nome è sconosciuto, gli altri personaggi lo chiamano Sindaco. Doppiato da Marco Balzarotti.

## Distribuzione
In Francia la prima stagione è stata trasmessa su TF1 mentre la seconda dal canale francese di Disney Junior.
In Italia è stata trasmessa su Rai 2 dal 25 marzo 2014. Dopo 26 episodi, la serie è proseguita su Rai Yoyo con altri 26 episodi dal 6 ottobre 2014. La seconda stagione è stata trasmessa dall'11 gennaio 2016, con 26 episodi, su Disney Junior, ed in chiaro dal 21 febbraio su Rai Yoyo per poi trasmettere in prima visione altri 12 episodi dal 5 al 10 marzo. Infine, dal 14 settembre su Disney Junior e dall'11 novembre su Rai Yoyo, vanno in onda gli ultimi 14 episodi.
Il doppiaggio italiano è eseguito dalla CD Cine Dubbing con la direzione e l'adattamento dei dialoghi di Elda Olivieri.
La sigla della serie, intitolata Calimero, è cantata da Elda Olivieri, Clara Ruberti e Gauthier Ruberti nell'edizione italiana.

## Episodi

### Prima stagione
| Nº | Titolo originale                     | Titolo                                  | Prima TV Francia | Prima TV Italia   |
| -- | ------------------------------------ | --------------------------------------- | ---------------- | ----------------- |
| 1  | Le pouvoir des fleurs                | La magia dei fiori                      | 30 marzo 2014    | 25 marzo 2014     |
| 2  | Quel chou ce Calimero!               | I bignè di Priscilla                    | 23 febbraio 2014 | 26 marzo 2014     |
| 3  | La boîte à soucis                    | Buon compleanno Priscilla               | 6 aprile 2014    | 27 marzo 2014     |
| 4  | Le crayon géniali génialo            | Una penna genialissimissima             | 2 marzo 2014     | 28 marzo 2014     |
| 5  | Le calimero volant                   | Il Calimero volante                     | 9 marzo 2014     | 1º aprile 2014    |
| 6  | Romi la timide                       | La timida Romi                          | 20 aprile 2014   | 8 maggio 2014     |
| 7  | La machine à glaces                  | Un gelato genialissimissimo             | 16 febbraio 2014 | 2 aprile 2014     |
| 8  | Le concours de cerf-volant           | L'aquilone d'oro                        | 9 febbraio 2014  | 3 aprile 2014     |
| 9  | La statue fantôme                    | La statua fantasma                      | 23 febbraio 2014 | 16 aprile 2014    |
| 10 | Le code Do Vinci                     | Il codice Do Vinci                      | 2 marzo 2014     | 17 aprile 2014    |
| 11 | La météorite                         | Piovono meteoriti                       | 16 marzo 2014    | 8 aprile 2014     |
| 12 | La pâte à voix                       | Panico a quattro voci                   | 27 aprile 2014   | 9 aprile 2014     |
| 13 | L'arbre aux secrets                  | Il ciliegio del cuore                   | 27 aprile 2014   | 10 aprile 2014    |
| 14 | Au voleur!                           | Alla ricerca del guscio perduto         | 13 aprile 2014   | 11 aprile 2014    |
| 15 | Il faut sauver Jojo!                 | Una rapina al formaggio                 | 4 maggio 2014    | 9 maggio 2014     |
| 16 | Pas d'invités pour Pierrot           | Buon compleanno Piero!                  | 9 marzo 2014     | 4 aprile 2014     |
| 17 | Rendez-vous au théâtre               | Appuntamento a teatro                   | 9 febbraio 2014  | 29 aprile 2014    |
| 18 | Les patins de l'embrouille           | Un paio di pattini per due              | 30 marzo 2014    | 30 aprile 2014    |
| 19 | Ca tourne!                           | Ciak, si gira!                          | 23 marzo 2014    | 6 maggio 2014     |
| 20 | La clé du mystère                    | Caccia alla chiave                      | 23 novembre 2014 | 6 ottobre 2014    |
| 21 | La fanfare en pétard                 | La fanfara di Priscilla                 | 16 marzo 2014    | 14 aprile 2014    |
| 22 | Le roi du banjo                      | Calimero, re del banjo                  | 16 febbraio 2014 | 15 aprile 2014    |
| 23 | Les aventuriers du doudou perdu      | Alla ricerca dell'orsacchiotto perduto  | 6 aprile 2014    | 18 aprile 2014    |
| 24 | Priscilla et les baskets de 7 lieues | Priscilla e le scarpe delle sette leghe | 13 aprile 2014   | 22 aprile 2014    |
| 25 | Pas de billes pour les cocos         | La perla nera di Astrakat               | 20 aprile 2014   | 23 aprile 2014    |
| 26 | Pierrot, tu es un génie              | Piero, sei un genio!                    | 23 marzo 2014    | 7 maggio 2014     |
| 27 | La méga plante                       | La mega pianta                          | 7 dicembre 2014  | 6 ottobre 2014    |
| 28 | Le fantôme de Belladagio             | Il fantasma di Belladagio               | 4 maggio 2014    | 24 aprile 2014    |
| 29 | Le secret de Monsieur le Maire       | Anche il Sindaco ha un cuore            | 19 ottobre 2014  | 8 ottobre 2014    |
| 30 | Un drôle de copain                   | Tutto per un fumetto                    | 26 ottobre 2014  | 9 ottobre 2014    |
| 31 | La bobine de DoVinci                 | Il film di Do Vinci                     | 2 novembre 2014  | 10 ottobre 2014   |
| 32 | La capsule temporelle                | La capsula del tempo                    | 1º aprile 2015   | 8 novembre 2014   |
| 33 | L'abominable créature                | L'abominevole creatura del mulino       | 9 novembre 2014  | 10 ottobre 2014   |
| 34 | L'effet papillon                     | Le farfalle rosse di Belladagio         | 23 novembre 2014 | 11 ottobre 2014   |
| 35 | Des carottes à Belladagio            | Anniversario con carote                 | 30 novembre 2014 | 8 ottobre 2014    |
| 36 | Rick a disparu                       | Rick è scomparso                        | 2 aprile 2015    | 2 aprile 2015     |
| 37 | Le Classe Malin                      | La macchina per riordinare              | 14 dicembre 2014 | 8 ottobre 2014    |
| 38 | Même pas peur!                       | Il Paurometro                           | 21 dicembre 2014 | 6 novembre 2014   |
| 39 | La randonnée à vélo                  | La passeggiata in bicicletta            | 31 marzo 2015    | 26 settembre 2015 |
| 40 | Mille lucioles                       | Mille lucciole                          | 30 marzo 2015    | 7 novembre 2014   |
| 41 | Le micro                             | Il microfono                            | 9 aprile 2015    | 2 agosto 2015     |
| 42 | L'électro-moulino                    | L'Elettro-Mulino                        | 6 aprile 2015    | 2 agosto 2015     |
| 43 | Aux petits soins de Pierrot          | Lo show di Piero                        | 3 aprile 2015    | 3 agosto 2015     |
| 44 | Thé dansant                          | La Belladagia                           | 10 aprile 2015   | 3 agosto 2015     |
| 45 | Le origami                           | Il re degli origami                     | 7 aprile 2015    | 4 agosto 2015     |
| 46 | Le ruban de Priscilla                | Il nastro di Priscilla                  | 8 aprile 2015    | 4 agosto 2015     |
| 47 | Opération Cocos                      | Operazione Cocò                         | 13 aprile 2015   | 5 agosto 2015     |
| 48 | Le silence de l'orgue                | La palla scomparsa                      | 14 aprile 2015   | 5 agosto 2015     |
| 49 | La Belladagia Regia                  | La Belladagia Regia                     | 15 aprile 2015   | 6 agosto 2015     |
| 50 | L'affaire Choupette                  | Il bruco mutante di Romy                | 16 aprile 2015   | 1º agosto 2015    |
| 51 | Les lunettes de Giobatta             | Gli occhiali di Giobatta                | 17 aprile 2015   | 7 agosto 2015     |
| 52 | Opération Eudora!                    | Operazione Eudora!                      | 20 aprile 2015   | 7 agosto 2015     |

### Seconda stagione
| Nº | Titolo originale                     | Titolo                              | Prima TV Francia | Prima TV Italia   |
| -- | ------------------------------------ | ----------------------------------- | ---------------- | ----------------- |
| 1  | Le cadeau                            | Una farfalla per Sandro             | 5 gennaio 2016   | 11 gennaio 2016   |
| 2  | Le boomerang                         | Il boomerang                        | 4 gennaio 2016   | 11 gennaio 2016   |
| 3  | Pierrot ce héros                     | Il campione dei campioni            | 4 gennaio 2016   | 12 gennaio 2016   |
| 4  | Cocos à domicile                     | Un tesoro per i Cocos               | 5 gennaio 2016   | 12 gennaio 2016   |
| 5  | Drôle de bobine                      | Un'anteprima per Valeriano          | 6 gennaio 2016   | 13 gennaio 2016   |
| 6  | Pierrot des champs                   | Piero giardiniere                   | 8 gennaio 2016   | 13 gennaio 2016   |
| 7  | La mission                           | La missione di Ugo                  | 6 gennaio 2016   | 14 gennaio 2016   |
| 8  | Carottos Biscottos                   | Doppia intervista                   | 5 gennaio 2016   | 14 gennaio 2016   |
| 9  | Les inventions ultra-secrètes        | I segreti di Do Vinci               | 8 gennaio 2016   | 15 gennaio 2016   |
| 10 | Le Colorimoitout                     | Il colorimetro                      | 15 marzo 2016    | 15 gennaio 2016   |
| 11 | Le numéro de la chance               | Il numero fortunato                 | 6 gennaio 2016   | 18 gennaio 2016   |
| 12 | Le parfum à la violette              | Il profumo alla violetta            | 4 gennaio 2016   | 18 gennaio 2016   |
| 13 | La bourse aux jouets                 | Il mercatino degli scambi           | 4 gennaio 2016   | 19 gennaio 2016   |
| 14 | La collection de coquillages         | La collezione di conchiglie         | 15 marzo 2016    | 19 gennaio 2016   |
| 15 | La course à la trottinette           | La corsa dei monopattini            | 16 marzo 2016    | 20 gennaio 2016   |
| 16 | L'affaire Krakignol                  | Il caso Krachignol                  | 16 marzo 2016    | 20 gennaio 2016   |
| 17 | Hyper Valériano                      | Iper Valeriano                      | 17 marzo 2016    | 21 gennaio 2016   |
| 18 | L'arbre de l'atelier                 | L'albero del laboratorio            | 18 marzo 2016    | 21 gennaio 2016   |
| 19 | Zéro banane                          | Il mistero delle banane rubate      | 17 marzo 2016    | 22 gennaio 2016   |
| 20 | Coup de coquille                     | L'indovina tutto                    | 22 marzo 2016    | 22 gennaio 2016   |
| 21 | Les Cocos jardiniers                 | I Coco giardinieri                  | 24 marzo 2016    | 25 gennaio 2016   |
| 22 | L'affaire montgolfière               | La mongolfiera scomparsa            | 18 marzo 2016    | 25 gennaio 2016   |
| 23 | Le trésor de Belladagio              | Il tesoro di Belladagio             | 23 marzo 2016    | 26 gennaio 2016   |
| 24 | Pierrot la poisse                    | La sfortuna di Piero                | 21 marzo 2016    | 26 gennaio 2016   |
| 25 | Vite, une télé!                      | Caccia al televisore                | 21 marzo 2016    | 27 gennaio 2016   |
| 26 | Le mystère de la statue              | Il mistero della statua             | 28 marzo 2016    | 27 gennaio 2016   |
| 27 | L'invasion des chenilles             | L'invasione dei bruchi              | 28 marzo 2016    | 5 marzo 2016      |
| 28 | Mon ami Pierrot                      | Niente spaghetti per Piero          | 25 marzo 2016    | 5 marzo 2016      |
| 29 | Le quatrième lapinet                 | Chi la fa l'aspetti                 | 22 marzo 2016    | 6 marzo 2016      |
| 30 | La télécommande infernale            | Il radiocomando universale          | 23 marzo 2016    | 6 marzo 2016      |
| 31 | La clé de l'embrouille               | La chiave contesa                   | 24 marzo 2016    | 7 marzo 2016      |
| 32 | Coup de théâtre                      | Tutti a teatro                      | 31 marzo 2016    | 7 marzo 2016      |
| 33 | Le roi de la farce                   | Il re degli scherzi                 | 30 marzo 2016    | 8 marzo 2016      |
| 34 | La grande course                     | La grande corsa                     | 25 marzo 2016    | 8 marzo 2016      |
| 35 | Les Ladeks contre-attaquent          | Il ritorno dei Ladek                | 29 marzo 2016    | 9 marzo 2016      |
| 36 | Calimero fait mouche                 | Calimero e le mosche Ron Ron        | 29 marzo 2016    | 9 marzo 2016      |
| 37 | La poussine à la perle               | La pulcina con l'orecchino di perla | 31 marzo 2016    | 10 marzo 2016     |
| 38 | La revanche de Calimero              | Le super biglie                     | 30 marzo 2016    | 10 marzo 2016     |
| 39 | La grande surprise                   | Anniversario a sorpresa             | 22 maggio 2016   | 22 settembre 2016 |
| 40 | La reine des citrouilles             | La regina delle zucche              | 30 marzo 2016    | 23 settembre 2016 |
| 41 | Le vase de Cesira                    | Il vaso di Cesira                   | 5 maggio 2016    | 14 settembre 2016 |
| 42 | La boîte à Cocos                     | I Cocó in scatola                   | 5 maggio 2016    | 16 settembre 2016 |
| 43 | Le chapeau magique                   | Il cappello magico                  | 1º aprile 2016   | 19 settembre 2016 |
| 44 | Où est Giovanni?                     | Dov'è Giovanni?                     | 5 maggio 2016    | 20 settembre 2016 |
| 45 | Le vol de la broche                  | La spilla di Sacha Hari             | 1º aprile 2016   | 22 settembre 2016 |
| 46 | À la recherche de Carottos Biscottos | Alla ricerca di Carotto Biscotto    | 3 giugno 2016    | 23 settembre 2016 |
| 47 | Hic au piqué-nique                   | Picnic a Belladagio                 | 30 marzo 2016    | 26 settembre 2016 |
| 48 | Demi-portions                        | Il rimpicciol-ingranditore          | 30 marzo 2016    | 26 settembre 2016 |
| 49 | Zéro de conduite                     | L'esame di guida                    | 5 maggio 2016    | 27 settembre 2016 |
| 50 | Trou de mémoire                      | Il ricorda-ti-tutto                 | 30 marzo 2016    | 27 settembre 2016 |
| 51 | Le charabia du bec                   | La strana lingua di Priscilla       | 5 maggio 2016    | 28 settembre 2016 |
| 52 | Mission: Invisible                   | Missione invisibile                 | 27 maggio 2016   | 28 settembre 2016 |